# Maniago
Maniago (friülà Manià ) és un municipi italià, dins de la província de Pordenone, a la regió de Friuli-Venècia Julia. L'any 2012 tenia 11.708 habitants. Limita amb els municipis d'Andreis, Arba, Fanna, Frisanco, Montereale Valcellina, San Quirino, Vajont i Vivaro
Famós per les Ganiveteries artesanals que ja a l'edat mitjana eren conegudes a tot Europa. El 1998 va obrir el museu l'Art fabril i dels ganivets (Dell'Arte fabbrile i delle coltellerie). El museu compta amb vídeos i fotografies, a més dels exemples de ganivets que permeten al visitant d'entendre en forma didàctica com abans del segle XX els artesans feien aquestes obres d'art.

## Geografia
La ciutat de Maniago es troba a 283m del nivell del Mar. El municipi al seu torn està subdividit en quatre fraccions:
- Campagna (es llegeix campanya) a sud, pren aquest nom perquè sempre va ser una fracció agrícola.
- Dándolo al sud, pres del nom del noble Venecià "Mattia Dándolo-" que en el 1649 va comprar aquesta part de la Campagna.
- Fratta a l'est, particularment activa a l'estiu per la celebració de Mare de Déu del Carme.
- Maniago Libero

Maniago està envoltat per dos torrents de muntanya:
- El Cellina
- El Colvera

## Història
L'origen del nom Maniago ve del llatí "Maniacus", esmentat per primera vegada en un document escrit per l'Emperador Otó II del Sacre Imperi. Però l'origen de la ciutat és d'època preromana, com demostren les restes de pedres de l'època neolítica que es poden observar a les grutes de la muntanya de San Lorenzo.

## Evolució demogràfica
Cens d'habitants

## Administració
| Període | Identitat        | Partit      |
| ------- | ---------------- | ----------- |
| 2004-   | Alessio Belgrado | Centredreta |